# Пуњоло (Кремона)
Пуњоло је насеље у Италији у округу Кремона, региону Ломбардија.
Према процени из 2011. у насељу је живело 233 становника. Насеље се налази на надморској висини од 33 м.